# Rue Paul Albert
Die Rue Paul Albert ist eine Straße am Hügel des Montmartre im 18. Arrondissement von Paris.

## Namensursprung
Die Straße trägt den Namen des Literaturhistoriker Paul Albert (1827–1880).

## Geschichte
Diese Straße wurde zunächst 1867 zwischen der Rue André Del Sarte und der Rue Muller unter dem Namen «Escalier Sainte-Marie» eröffnet. 1870 wurde sie zur Rue du Chevalier de La Barre unter dem Namen «Rue Sainte-Marie» weitergeführt. Aus beiden Teilen wurde dann 1907 die Rue Paul Albert, wobei der erste Teil eine Treppenstraße blieb.